# Xã Center, Quận Wayne, Indiana
Xã Center (tiếng Anh: Center Township) là một xã thuộc quận Wayne, tiểu bang Indiana, Hoa Kỳ. Năm 2010, dân số của xã này là 7.579 người.